# Horalagallu, Kanakapura
Horalagallu là một làng thuộc tehsil Kanakapura, huyện Ramanagara, bang Karnataka, Ấn Độ.